# 洪自誠
洪 自誠（こう じせい、生没年未詳）は、中国明代の著作家。 本名は洪応明で、「自誠」は字。号は、還初道人。万暦年間（1573年 - 1620年）の人物とされる。
著書に、儒仏道の三教を融合した随筆集『菜根譚』、仙界・仏界の古典のなかから逸事や名言を抜き出して編集した『仙仏奇蹤』四巻がある。
守屋洋によれば、詳しい経歴は不明ながら、若い頃科挙の試験に合格して官界に進んだが中途で退き、もっぱら道教と仏教の研究に勤しんだとされる。